# Nejapa-Miraflores
Nejapa-Miraflores is een spleetvulkaan in het departement Managua in het westen van Nicaragua. De berg ligt direct ten westen van de stad Managua en heeft een hoogte van 360 meter.